# تجربة ساسكاتون
تجربة ساسكاتون هي تجربة لقياس تباين الخواص (الاعتماد الاتجاهي) لخلفية موجات الميكروويف الكونية بمقاييس زاوية بين 60 و 360. سميت على اسم ساسكاتون في ساسكاتشوان، كندا، حيث أجريت التجربة في شتاء السنوات 1993 إلى 1995.

## اقرأ أيضا
- علم الفلك الرصدي